# Краснодарский академический театр драмы
Краснодарский академический театр драмы им. Горького — драматический театр в Краснодаре.

## История театра
Театр образован 29 апреля 1920 года. Тогда он получил название Зимний театр. Образование Зимнего театра положило начало всей театральной жизни Екатеринодара — Краснодара. К его созданию были причастны выдающиеся деятели культуры С. Маршак, Д. Фурманов и известный режиссёр-новатор В. Мейерхольд, служивший в тот период начальником подотдела искусств на Кубани. Свой первый театральный сезон вновь созданный творческий коллектив открыл спектаклем «Мещане» по пьесе Максима Горького. В 1932 году театру было присвоено имя великого русского писателя Максима Горького, которое он носит и поныне.
В годы Великой Отечественной войны, когда Краснодар был оккупирован немецкими войсками, труппа театра эвакуировалась в Сочи. Приказ о реэвакуации был выпущен 26 мая 1943 года. Возвратившиеся из эвакуации в освобождённый Краснодар артисты обнаружили на месте своего театра руины. В 1943 году здание Зимнего театра было взорвано уходящими из города после годичной оккупации немецкими войсками.
Новый творческий взлёт театра связан с приходом в конце 50-х годов выдающегося актёра и режиссёра, народного артиста сначала РСФСР (а потом и СССР), Михаила Алексеевича Куликовского.
В 1973 году театр отпраздновал новоселье в новом здании на площади Октябрьской Революции. 30 марта 1973 года труппа отыграла последний спектакль на старой сцене, а уже 4 апреля артисты театра вышли на новую сцену. Здание на 1000 мест построено по проекту заслуженного архитектора РСФСР А. В. Титова в 1969–1973 гг.
В 1996 году театру присвоено почётное звание «Академический».
29 апреля 2020 года театр отметил свой сотый день рождения.
В своё время главными режиссёрами театра были режиссёры: Виктор Максимович Ипатов, н.а. СССР Михаил Алексеевич Куликовский (с 1959 по 1984), заслуженный деятель искусств России Рудольф Александрович Кушнарёв (худрук, c 1988 по 2001), Ю. Ильин (c 2000 до …), Геннадий Валентинович Николаев, Алексей Иванович Ларичев (с 2007 по 2010), заслуженный артист Российской Федерации Александр Анатольевич Огарёв (с 2010 по 2012), Константин Николаевич Демидов (с 2018 по 2020).
Самыми яркими главными художниками театра в разные десятилетия были: заслуженный деятель искусств РСФСР Анатолий Фёдорович Фокин, Анисим Зиновьевич Аредаков, Сергей Владимирович Аболмазов.
В юбилейные годы писателей и драматургов театр проводит режиссёрские лаборатории, некоторые работы из которых потом получают продолжение в виде полноценных спектаклей на площадках театра («Мещане» 2018, «Пиковая дама» 2019).
На август 2020 года в труппе театра 49 актёров. Из них один народный (А. С. Горгуль), 5 заслуженных артистов России, 2 заслуженных артиста РСФСР, одна заслуженная артистка РФ (О. Н. Светлова) и 9 заслуженных артистов Кубани.
Сегодня Краснодарский академический театр драмы, остаётся главным центром Кубанской культуры.

## Сцены театра
Государственное автономное учреждение культуры Краснодарского края «Краснодарский академический театр драмы им. Горького» (ГАУК КК Краснодарский театр драмы) располагает следующими площадками:
- Основная сцена (1000 мест)
- Камерная сцена (152 места)
- Фойе 1-го этажа
- Фойе 2-го этажа
- Театральное кафе

## Ключевые спектакли театра
- 1920 — А. М. Горький «Мещане» (спектакль открытия театра)
- 1982 — М. Ю. Лермонтов «Маскарад» (реж.: М. А. Куликовский)
- 1993 — М. А. Булгаков «Евангелие от Воланда» по мотивам романа «Мастер и Маргарита» (реж-ры: В. Рогульченко и Р. Кушнарёв)
- 1995 — Н. В. Гоголь «Женитьба» (реж.: Константин Баранов)
- 2007 — Ж. Ануй «Non dolet», по мотивам пьесы «Чёрная невеста» (реж.: А. И. Ларичев)
- 2009 — Н. В. Гоголь «Ревизор» (реж.: А. Н. Горбань)
- 2017 — Н. Ф. Погодин «Кубанские казаки» (реж.: Кирилл Стрежнев)
- 2019 — М. Ю. Лермонтов «Маскарад», спектакль открытия 100 сезона (реж.: К. Н. Демидов)

## Награды
- Орден Трудового Красного Знамени (26 ноября 1980 года) — за заслуги в развитии советского театрального искусства[3].